# Yves Thuriès
 (juin 2023).
Yves Thuriès, né le 5 juin 1938 à Lempaut, dans le Tarn (France), est un chef cuisinier et pâtissier français.

## Biographie et parcours professionnel

### Formation et débuts
Yves Thuriès débute à l'âge de quatorze ans l'apprentissage de la pâtisserie, dans la petite boulangerie du village de Lempaut dans le Tarn. À dix-sept ans, il prépare un CAP à La Mascotte, la doyenne des pâtisseries de Toulouse. Il commence alors son tour de France de compagnon.
En 1958, il est appelé pour son service militaire et part en Algérie comme conscrit. À Hussein-Dey, près d'Alger, il effectue ses classes de sous-officier et devient chef de section. À Colomb-Béchar, il est nommé responsable du mess des officiers.
En 1968, monsieur Jantou, pâtissier à Toulouse, sera son dernier employeur. Il possède une pâtisserie à Gaillac et décide de la vendre à son ouvrier, lui permettant ainsi de s'installer définitivement. Ce petit fonds de commerce, situé rue Portal, tourne au départ avec un seul apprenti. Dix années plus tard, une dizaine de compagnons travaillent pour lui.

### Meilleur ouvrier de France et succès international
En 1976, Yves Thuriès est sacré deux fois Meilleur ouvrier de France (MOF), dans les catégories Pâtissier-Traiteur et Confiseur-Glacier. 
En 1979, le Culinary Trophy le désigne Chef de l'année. Il ouvre successivement des boutiques de pâtisserie à Dakar et Abidjan, puis aux États-Unis où il forme des équipes (Los Angeles, Dallas, et San Francisco). 

### Le Livre de recettes d'un Compagnon du Tour de France
L'année 1977 marque la publication du premier volume de son encyclopédie, intitulé La pâtisserie française. Traduit en plusieurs langues, Le Livre de recettes d'un Compagnon du Tour de France devient, à travers le monde, un ouvrage de référence pour les  professionnels. Le tome 12 est sorti en mars 2007. Yves Thuriès est l'un des premiers grands chefs à mettre ses recettes à disposition du plus grand nombre, le savoir et les techniques pâtissières qu'il développa à la fin du XXe siècle influenceront les générations suivantes de pâtissiers chocolatiers et confiseurs.
À travers son double titre de Meilleur Ouvrier de France et le tome 3 de son encyclopédie La nouvelle pâtisserie, Yves Thuriès impose son style. Fini les crèmes au beurre, les mokas et les biscuits fourrés, il montre à la profession une nouvelle façon de travailler basée notamment sur les mousses aux fruits, les décors à la gelée à la place des fondants, les coulis d'accompagnement, les gâteaux en cercle, non montés à la spatule, et les présentoirs de pâtisserie. 
L'encyclopédie a été en traduite en plusieurs langues. 

### Thuriès Magazine
En 1988, il publie le premier numéro de Thuriès Magazine, renommée Thuriès Gastronomie Magazine en mars 2000. La revue s'adresse aux professionnels des métiers de bouche. Elle est publiée tous les mois à 32 000 exemplaires en moyenne, en France et dans plus de 100 pays. Ce magazine est l'un des plus anciens dédiés à la gastronomie et l'un des premiers dans lesquels des recettes sont expliquées en "pas à pas" faisant de l'ouvrage une référence auprès des cuisiniers, pâtissiers, traiteurs, etc. 

### Établissements
En 1980, il acquiert l'hôtel-restaurant Le Grand Écuyer (étoilé Michelin pendant plus de 25 ans) à Cordes-sur-Ciel. En quelques années, il en fait l'un des établissements les plus cotés de la région : de nombreux chefs d’États et autres célébrités se rendent dans cet établissement .
En 1989, Yves Thuriès y reçoit la reine-mère Elizabeth d'Angleterre et, en 1992, le président de la République François Mitterrand. En 1994, Yves Thuriès organise et prépare le repas servi pour l'empereur du Japon Akihito, son épouse l'impératrice Michiko et leurs quatre-vingts invités. 
En 1985, il achète l'Hostellerie du Vieux Cordes et en fait un bistrot.
En 1989, il crée le Musée des Arts du sucre et du chocolat au cœur de la cité cordaise, un espace ludique unique au monde, où sont regroupées des centaines de pièces artistiques en sucre et en chocolat. 
De nombreux chefs passés dans ses établissements sont devenus célèbres, comme Jean-François Arnaud (prix Édouard-de-Pomiane), Philippe Parc ou Emmanuel Renaut, devenus également Meilleur Ouvrier de France.  
Il lance en 1991 sa ligne de chocolat. Il reçoit également le prix du Tourisme Midi-Pyrénées remis pour le musée des Arts du sucre et du chocolat ainsi que le prix Trimbetta du meilleur livre sur les métiers de bouche.
En 2006, Yves Thuriès rachète le restaurant Les Jardins de l'Opéra au côté du chef toulousain Stéphane Tournié. Il revendra ses parts en 2010 à Julien Horanieh.
En 2007, Yves Thuriès s'associe à Alain Ducasse pour reprendre l’École nationale supérieure de pâtisserie d'Yssingeaux.

## Boutiques en France et à l'étranger
Yves Thuriès possède près de 70 boutiques de chocolat à son enseigne en France. Il possède également des magasins au Japon, au Canada, en Angleterre, en Équateur.

## Distinctions et récompenses
- En 1976, Meilleur Ouvrier de France dans deux catégories : MOF Pâtissier Traiteur et MOF Confiseur, performance encore inégalée.
- En 1979, le Culinary Trophy le désigne Chef de l'année.
- En 1991, prix Trimbetta pour le meilleur livre sur les métiers de bouche avec le tome 10 de son encyclopédie et prix du Tourisme Midi-Pyrénées.
- En 1993, Chevalier de l'Ordre national du Mérite.
- En 2002, Chevalier de l’Ordre des Palmes Académiques.
- En 2009, Coupe d’Or d’Art Culinaire Marius Dutrey, remise par l'Académie Culinaire de France.
- Président des Meilleurs Ouvriers de France du Grand Sud-Ouest en 1995.
- En 2007, Yves Thuriès est inscrit dans le Grand Larousse Gastronomique. Il fait partie des rares professionnels vivants dont le nom y est mentionné.